# Abatia parviflora
Abatia parviflora es una especie de árbol de la familia de las salicáceas.

## Descripción
Se encuentra en muchas partes Colombia en las cordilleras central y oriental entre los 2000 y los 3500 m s. n. m., y es un árbol que alcanza los 20 m de altura de copa irregular a veces globosa con follaje color verde blancuzco y al madurar se vuelve verde oscuro.
Las hojas son simples, opuestas, elípticas y de ápice acuminado, son pubescentes de borde aserrado y son coriáceas. No presentan estípulas. Las flores son de color amarillo dispuestas en inflorescencias racimosas terminales. Los frutos son cápsulas bivalvares dehiscentes con abundantes semillas (Mahecha, E. 2004).

## Usos
Es una especie melífera que atrae a insectos como abejas, por lo que es usada en apicultura para el cultivo de abejas.
Es ornamental, óptimo para sembrar en parques y avenidas.
Es útil en conservación, protección y restauración de nacederos (Mahecha, E. 2004).

## Taxonomía
Abatia parviflora fue descrita por Ruiz & Pav. y publicado en Systema Vegetabilium Florae Peruvianae et Chilensis 1: 136–137, en el año 1798.
Sinonimia
- Abatia borealis L.O.Williams
- Abatia verbascifolia Kunth[2]

nombres comunes
- Castellano: “cordoncillo - duraznillo - velitas - paloblanco” (Mahecha, E. 2004), chirlobirlo (Colombia), atuczara, candelillo, guayabillo, quijoar (Ecuador)[3]